# دعسوقة مهمازية الساق
دعسوقة مهمازية الساق (الاسم العلمي: Brachiacantha)، جنس حشرات من غمديات الأجنحة وفصيلة الدعسوقيات. تضم ما لا يقل عن 20 نوع.